# Harvest (Neil Young)
| Recensione     | Giudizio       |
| -------------- | -------------- |
| AllMusic       |                |
| Ondarock       | Pietra Miliare |
| Rolling Stone  |                |
| Piero Scaruffi |                |
| Pitchfork      |                |

Harvest è un album discografico del cantautore canadese Neil Young pubblicato nel 1972 dall'etichetta Reprise Records (n. cat. Reprise W 54005).
La rivista Rolling Stone ha inserito Harvest al 78º posto della sua lista dei 500 migliori album di tutti i tempi. L'album ha venduto oltre dieci milioni di copie in tutto il mondo.

## Descrizione
L'album è uno dei più apprezzati e venduti di sempre, ed è considerato tra i cento più belli della musica secondo la rivista Rolling Stone (che peraltro lo stroncò pesantemente all'epoca della sua uscita). Due caratteristiche dell'album sono la varietà delle sonorità musicali, e la semplicità della copertina.
Campione di vendite nell'anno di pubblicazione, vanta la partecipazione di ospiti di grande levatura, tra i quali la London Symphony Orchestra, Linda Ronstadt, Stephen Stills, Graham Nash, David Crosby, e James Taylor. Harvest fu anche numero uno nella classifica di Billboard (Nord America) per gli album pop.
Neil Young aveva reclutato un nuovo gruppo di musicisti country, che battezzò The Stray Gators e aveva registrato un lavoro di stampo prettamente country-rock, anticipando - in un certo senso - la moda che di lì a poco avrebbe portato al successo gruppi come gli Eagles.
Con Harvest Neil Young riuscì ad ottenere un grande successo sia per l'intero album sia per i singoli in esso contenuti, primo fra tutti Heart of Gold, l'unico numero 1 di Neil Young nelle classifiche degli Stati Uniti d'America.
Altre canzoni riproponevano alcuni temi cari al cantautore canadese: il razzismo (già trattato in Southern Man sull'album precedente) di Alabama, e la droga in The Needle and the Damage Done.
Nel fortunato album spiccano, insomma, canzoni fra le più note di Young come Words, che consiste in un lungo dialogo della chitarra con il resto della band; The Needle and the Damage Done che narra la fine di Danny Whitten nella dipendenza dall'eroina; la sognante Harvest; e A Man Needs a Maid brano che racconta della passione di Neil Young per l'attrice Carrie Snodgress che nel film Diario di una casalinga inquieta interpretavava una donna insoddisfatta, e che presto sarebbe proprio diventata sua compagna nella vita reale. Proprio quest'ultimo brano venne tacciato di maschilismo da chi prese troppo alla lettera il testo della canzone nel quale Young affermava che "ogni uomo ha bisogno di una cameriera".
Esiste una grande differenza tra il lato A del disco e quello B: il primo lato è molto più tradizionale e musicalmente conservatore del secondo, esalta la campagna rispetto alla città e i valori e i ruoli familiari (anche se con una certa ironia non sempre colta dagli estimatori del country), il lavoro, l'attaccamento al proprio paese; nel secondo lato si affrontano temi meno facili, come la droga, il razzismo, la depressione, e la vecchiaia.
L'album raggiunge la prima posizione nella Billboard 200 per due settimane, in Australia, Regno Unito, Paesi Bassi e Norvegia. In Francia e negli Stati Uniti d'America risulterà il più venduto dell'anno.

### Origine e storia

#### Journey Through the Past Solo Tour
Alla fine del 1970, reduce dai trionfi di After the Gold Rush, Young passò un cattivo periodo di salute a causa di un problema alla schiena dovuto allo slittamento di un disco della colonna vertebrale che lo costrinse ad indossare un busto ortopedico. Il musicista intraprese comunque un tour acustico solista dove suonò in piccoli locali e arene senza l'accompagnamento di nessuna backing band dato il suo recente allontanamento dai Crazy Horse causato dai problemi di droga del chitarrista Danny Whitten. Young suona seduto ed esclusivamente chitarra acustica o pianoforte, poiché l'infortunio non gli consente di stare in piedi per troppo tempo e di imbracciare una chitarra elettrica. Nel corso delle esibizioni il canadese sperimenta davanti al pubblico alcuni nuovi brani assolutamente inediti che saranno poi inclusi in Harvest come Old Man, The Neddle and the Damage Done, A Man Needs a Maid, e Heart of Gold. Il tour termina nel febbraio 1971.

### Registrazione
Al termine del suo tour solistico, Young arrivò a Nashville per esibirsi nel corso del programma televisivo The Johnny Cash Show dove Linda Ronstadt e James Taylor sarebbero anch'essi apparsi nella stessa serata. Il produttore discografico Elliot Mazer aveva da poco aperto i Quadrafonic Sound Studios proprio a Nashville, ed invitò Young a cena (o a colazione secondo un'altra versione fornita dallo stesso Mazer in un'intervista) sabato 6 febbraio 1971, per convincere il musicista ad incidere il suo prossimo album nel suo nuovo studio. Neil era rimasto favorevolmente colpito dall'abilità dei musicisti locali che avevano lavorato nello studio e quindi accettò la proposta di Mazer. Young stava lavorando su un gruppo di canzoni, perlopiù acustiche, in parte già sperimentate nei concerti, e disse a Mazer che tutto quello di cui avrebbe avuto bisogno sarebbero stati un bassista, un batterista, e un suonatore di pedal steel guitar. Ottenuto ciò, la sera stessa avrebbe iniziato le sessioni per Harvest. Mazer ingaggiò al volo Kenny Buttrey alla batteria e Tim Drummond al basso (entrambi già collaboratori di Bob Dylan), e Ben Keith alla pedal steel guitar. In poco tempo, vennero approntate le tracce base strumentali dei brani Heart of Gold, Old Man, Harvest, e Dance Dance Dance (che però sarà poi esclusa dal disco in lavorazione). Out on the Weekend venne registrata nel corso delle successive sedute insieme alle sovraincisioni effettuate dai session men Andy McMahon e John Harris (pianoforte in Old Man e Harvest, rispettivamente), e Teddy Irwin (seconda chitarra acustica in Heart of Gold).
Dopo aver registrato l'esibizione in programma al Johnny Cash Show il sabato sera, Young invitò la Ronstadt e Taylor a venire in studio da lui per partecipare alle sessioni del disco. I tre si sedettero su un divano e registrarono il coro di sottofondo per le canzoni Heart of Gold e Old Man. Taylor suonò anche il banjo a sei corde (un banjo accordato come una chitarra) e sovraincise la sua parte in Old Man.
Bad Fog of Loneliness e Journey Through the Past furono registrate durante queste sessioni, ma sarebbero state anch'esse escluse dall'album al pari di Dance Dance Dance (finita in seguito sull'album di debutto dei Crazy Horse). Circa in questo periodo la lavorazione dell'album subisce un rallentamento a causa dei problemi di salute di Young che deve anche sottoporsi ad un intervento chirurgico per cercare di risolvere i persistenti problemi alla schiena. Ristabilitosi quasi del tutto e, tornato in grado di suonare la chitarra elettrica, Neil Young si rigetta a capofitto nelle sessioni per Harvest.

Le canzoni con strumentazione elettrica vengono incise in un fienile riadattato a studio di registrazione nel ranch di Young in California (questa la location ritratta nella fotografia di Joel Bernstein che appare sul retrocopertina dell'album). Mazer piazzò vari amplificatori nel fienile e la band suonò come dal vivo senza indossare cuffie o altri accessori. Questo comportò una certa mancanza di pulizia sonora, ma nel complesso il risultato piacque a Young e Mazer. Così il bassista Tim Drummond rievocò l'esperienza:
(Tim Drummond)
Are You Ready for the Country, Alabama, Words, e Lookout Joe (esclusa dall'album ed inserita successivamente in Tonight's the Night) furono registrate durante queste sedute con Buttrey, Drummond, Keith, e Jack Nitzsche al pianoforte. Young ribattezzò l'estemporanea band venutasi a formare "Stray Gators", gruppo che successivamente lo avrebbe accompagnato in tour nell'inverno del 1973.
A Man Needs a Maid e There's a World furono incise con la partecipazione della London Symphony Orchestra su arrangiamento di Nitzsche, e The Needle and the Damage Done venne presa da un'esibizione live tenutasi all'UCLA Royce Hall di Los Angeles. I cori d'accompagnamento ad opera di Crosby, Stills & Nash furono sovraincisi e aggiunti da Mazer a New York.
Il missaggio finale dei brani avvenne in parte al Quadrafonic e in parte a casa di Young nel suo studio casalingo al Broken Arrow Ranch.

### Copertina
A fine settembre 1971, Harvest può dirsi completato, ma sorgono dei problemi relativi all'artwork della copertina voluta da Young per il disco che ritarderanno l'uscita dell'album fino al febbraio seguente. Vengono effettuati ben tre test di stampa che però non soddisfano l'artista, il quale alla fine decide di volere una copertina in un cartone speciale fatto di cellulosa ottenuta da fibre d'avena.

### Descrizione dei brani

#### Out on the Weekend
Traccia incisa a Nashville in aprile, si tratta di un brano dall'impianto sonoro acustico dominato dalla presenza dell'armonica a bocca suonata da Young, che tratta il tema di un amore giunto al capolinea. Non è difficile rintracciare nella canzone echi autobiografici della fine del matrimonio dell'artista con la prima moglie Susan, con la quale si era da poco lasciato.

#### Harvest
La title track dell'album è un sognante e malinconico brano country. Il pezzo venne scritto da Young a Londra il giorno prima del concerto svoltosi alla Royal Festival Hall e registrato poco tempo dopo a Nashville ai Quadrafonic Studios con l'aggiunta agli Stray Gators del turnista John Harris al pianoforte.

#### A Man Needs a Maid
Apparentemente ispirata a Carolyn Snodgress, A Man Needs a Maid è una ballata pianistica che si evolve in un maestoso brano orchestrale grazie agli interventi della London Symphony Orchestra. Nel brano Young racconta di aver visto un film e di essersi immediatamente innamorato dell'attrice protagonista che recitava nella parte di una casalinga frustrata (la Snodgress aveva interpretato questo ruolo nel film Diario di una casalinga inquieta di Frank Perry nel 1970). Dubbioso sulle proprie capacità di instaurare una relazione sentimentale duratura, il musicista prosegue affermando "che ogni uomo avrebbe bisogno di una domestica" che si occupasse di lui, pulendogli la casa e preparandogli da mangiare. Proprio questa affermazione causò accuse di sessismo reazionario alla canzone in questione.

#### Heart of Gold
Gioioso brano country rock dall'andatura saltellante, archetipo di un certo tipo di sonorità West Coast primi anni settanta. Il testo della canzone canta la gioia di vivere alla continua ricerca del meraviglioso. Pubblicato su singolo un mese prima dell'uscita dell'album, diede al suo autore l'unico brano da primo posto in classifica negli Stati Uniti rivelandosi negli anni una delle sue composizioni più celebri. Young definì la canzone, che tanto successo gli aveva dato, semplicemente: «bella, tutto qui», ma Bob Dylan si dichiarò convinto del fatto che il canadese avesse copiato un po' troppo il suo stile con il brano, e nonostante fosse un ammiratore di Young, quando ascoltò alla radio Heart of Gold per la prima volta si arrabbiò parecchio e si dice abbia esclamato: «Ma questo sono io!».

#### Are You Ready for the Country?
said God was on my side

Then I ran into the hangman,

he said it's time to die»
diceva che Dio è dalla mia parte

Poi ho incrociato il boia,

che diceva "è ora di morire"»
(Are You Ready for the Country?, Neil Young)
La traccia è un country blues elettrico che gioca sui molteplici significati del suo titolo (in lingua inglese Are You Ready for the Country? può infatti voler dire "Sei pronto per la campagna?", oppure "Sei pronto per il country?", ma anche "Sei pronto per il tuo Paese?") con il quale il cantautore canadese sembra voler ironicamente fare il verso alle campagne nazionalistiche dell'epoca mirate al reclutamento di nuovi soldati da spedire in Vietnam da parte del governo statunitense. Neil Young volle assolutamente che a suonare la slide guitar nel pezzo fosse Jack Nitzsche, poco pratico con tale strumento, donando al tutto un senso di precarietà con la sua esitante esecuzione.

#### Old Man
I'm a lot like you

I need someone to love me

the whole day through»
Ti somiglio molto

Ho bisogno di qualcuno che mi ami

in ogni momento del giorno»
(Old Man, Neil Young)
La canzone, una ballata acustica malinconica, venne composta da Young con in mente l'anziano custode del Broken Arrow Ranch, che l'artista aveva acquistato per 350,000 dollari nel 1970, tale Louis Avila. Il testo del brano mette a confronto la vita di un giovane e quella di un vecchio arrivando alla conclusione che, alla fine, entrambi hanno fondamentalmente gli stessi bisogni. Il brano vede la partecipazione di James Taylor al banjo a sei corde (accordato come una chitarra) e ai cori del brano, come anche Linda Ronstadt.

#### There's a World
È una ballata dai toni molto dolci caratterizzata da un pesante arrangiamento orchestrale con grande dispiegamento di arpe, violini, oboe, e timpani eseguito dalla London Symphony Orchestra su arrangiamento di Jack Nitzsche. Il testo è di difficile interpretazione, ma sembra aprire uno spaccato su argomenti maggiormente seri nel disco, che aveva prima trattato principalmente tematiche legate all'"amore bucolico".

#### Alabama
In Alabama Young critica lo Stato dell'Alabama soprattutto per quanto concerne il perdurante razzismo nei confronti dei neri, ma per questa canzone il rocker canadese ricevette numerose critiche sia dal mondo politico che da quello artistico.
La prova più evidente è nella risposta - marcatamente nazionalistica - da parte dei Lynyrd Skynyrd con la loro Sweet Home Alabama del 1974: 
Well, I heard old Neil put her down

Well, I hope Neil Young will remember

A Southern man don't need him around anyhow»
Ho sentito il vecchio Neil che ne parlava malissimo

bene, spero che Neil Young rammenti

che nessun uomo del sud ha bisogno di lui da queste parti»
(Sweet Home Alabama, Lynyrd Skynyrd)
Per nulla offeso, Young replicò alle invettive dichiarandosi da sempre grande fan degli Skynyrd ed eseguendo spesso in concerto una cover di Sweet Home Alabama. Accolse peggio, invece, le ingenerose critiche alla canzone da parte della rivista Rolling Stone che recensendola scrisse: «Alabama aspira ad avere l'identico effetto di Southern Man, ma non contiene nessuno degli elementi che hanno reso così pieno di forza il brano di After the Gold Rush».
Musicalmente si tratta di un pezzo dall'incedere ipnotico e cadenzato, sferzato dalla chitarra elettrica di Young, e con l'apporto vocale degli ospiti d'eccezione David Crosby e Stephen Stills ai cori.

#### The Needle and the Damage Done
I watched the needle take another man

Gone, gone, the damage done»
Ho visto l'ago prendersi un altro uomo

andato, perso, il danno è fatto»
(The Needle and the Damage Done, Neil Young)
Registrata dal vivo dal tecnico del suono Henry Lewy nel corso di un'esibizione alla UCLA Royce Hall di Los Angeles il 30 gennaio 1971, è una triste ballata folk acustica che tratta lo scottante tema dell'effetto distruttivo dell'eroina sulle persone. Il brano contiene specifici riferimenti a Danny Whitten, chitarrista dei Crazy Horse, la cui tossicodipendenza e conseguente morte ebbe un profondo effetto sulla personalità di Young condizionandone la creatività, l'emotività e la carriera negli anni a venire. Celeberrimo l'arpeggio alla chitarra acustica presente nell'introduzione del pezzo.

#### Words (Between the Lines of Age)
Canzone piuttosto atipica rispetto al tono generale dell'album è Words: per quanto riguarda la struttura armonica, le strofe in un tempo inusuale a terzine (6/8 e 5/8) con un ritornello invece in un usuale 4/4 conferiscono al brano un fascino ammaliante. Words è inoltre un brano molto suggestivo, anche perché è costituito da una lunga dissertazione elettrica, un prolungato botta e risposta tra la chitarra di Young (che si lancia in frequenti lancinati assoli) e il resto degli strumenti, contenente uno dei testi più surreali ed enigmatici mai scritti dal canadese, nel quale alcuni critici hanno voluto scorgere echi kafkiani. In realtà, lo stesso autore ha confidato come il brano sia da considerarsi la prima avvisaglia delle sue perplessità circa un rapporto sentimentale di lungo corso con Carrie Snodgress. Nella sua autobiografia del 2012 intitolata Il sogno di un hippie, Young infatti afferma a proposito della canzone: «Avevamo sempre intorno troppa gente che parlava, se ne stavano seduti in cerchio a fumare nella mia sala da pranzo. Prima non era mai stato così. La serenità stava andandosene. Words - troppe parole, così mi sembrava».

### Riconoscimenti
Nel 1998 i lettori della rivista Q hanno votato Harvest al 64º posto tra i migliori album di tutti i tempi.
Nel 1996, 2000 e 2005, Chart chiese ai suoi lettori di indicare i cinquanta migliori album canadesi di tutti i tempi; Harvest si è piazzato al secondo posto in tutte e tre le votazioni, dietro Blue di Joni Mitchell nel 2000 e dietro Twice Removed degli Sloan nelle altre due votazioni. Nel 2003, la rivista Rolling Stone ha inserito Harvest alla posizione numero 78 nella sua lista dei 500 migliori album di sempre.

## Tracce

### LP]
Lato A
Testi e musiche di Neil Young.
1. Out on the Weekend – 4:35
2. Harvest – 3:03
3. A Man Needs a Maid – 4:00
4. Heart of Gold – 3:05
5. Are You Ready for the Country? – 3:21

Lato B
Testi e musiche di Neil Young.
1. Old Man – 3:22
2. There's a World – 3:00
3. Alabama – 4:02
4. The Needle and the Damage Done – 2:00
5. Words (Between the Lines of Age) – 6:42

## Formazione
Musicisti
- Neil Young - voce, chitarra, armonica a bocca, pianoforte
- London Symphony Orchestra - orchestra nei brani 3 e 7
- Graham Nash - voce
- Linda Ronstadt - voce
- Stephen Stills - voce
- James Taylor - voce, banjo a 6 corde in Old Man
- Jack Nitzsche - chitarra, slide guitar in Are You Ready for the Country?, pianoforte, tastiere, arrangiamenti orchestrali
- Ben Keith - chitarra, voce
- Kenneth A. Buttrey - batteria
- David Crosby - chitarra, voce
- Tim Drummond - basso, batteria
- John Harris - pianoforte in Harvest
- Andy McMahon - pianoforte in Old Man
- Teddy Irwin - seconda chitarra in Heart of Gold

Altri crediti
- Joel Bernstein – fotografia
- Henry Lewy - ingegnere del suono, produttore
- Elliot Mazer - produttore
- David Meecham - direttore d'orchestra
- Tom Wilkes - design